# Фонтија (Маса-Карара)
Фонтија је насеље у Италији у округу Маса-Карара, региону Тоскана.
Према процени из 2011. у насељу је живело 206 становника. Насеље се налази на надморској висини од 325 м.